# Iwan Siedin
Iwan Korniejewicz Siedin (ros. Иван Корнеевич Седин, ur. 12 maja?/25 maja 1906 w stanicy Kużorskaja w rejonie majkopskim w obwodzie kubańskim, zm. 3 stycznia 1972 w Moskwie) – radziecki chemik, działacz partyjny i państwowy, ludowy komisarz przemysłu naftowego ZSRR (1940–1944), ludowy komisarz/minister przemysłu odzieżowego ZSRR (1945–1948), Bohater Pracy Socjalistycznej (1944).

## Życiorys
W 1928 ukończył technikum pedagogiczne w Majkopie i został przyjęty do WKP(b), po czym został kierownikiem szkoły wiejskiej, a w latach 1929–1930 był przewodniczącym kołchozu. W latach 1930–1931 kierownik szkoły dla młodzieży chłopskiej, w 1937 ukończył studia w Instytucie Chemiczno-Technologicznym im. Mendelejewa w Moskwie, uzyskując tytuł inżyniera chemika-technologa. 1937 kierownik warsztatu w fabryce chemicznej, 1937–1938 instruktor wydziału zarządzania organami partyjnymi KC WKP(b), od marca do maja 1938 II sekretarz, a od maja do lipca 1938 I sekretarz Komitetu Obwodowego WKP(b) w Tambowie, od lipca 1938 do października 1939 I sekretarz Komitetu Obwodowego WKP(b) w Iwanowie. Od 21 marca 1939 do 5 października 1952 członek KC WKP(b). Od października 1939 do lipca 1940 I zastępca ludowego komisarza, a od 3 lipca 1940 do 30 listopada 1944 ludowy komisarz przemysłu naftowego ZSRR. Od grudnia 1944 do maja 1945 w rezerwie KC WKP(b), od 23 maja 1945 do 28 grudnia 1948 ludowy komisarz/minister przemysłu odzieżowego ZSRR. Od 28 grudnia 1948 do października 1949 zastępca ministra przemysłu lekkiego ZSRR, w październiku 1949 aresztowany i skazany na 8 miesięcy ciężkich robót „za nadużycia”. Od października 1950 do kwietnia 1959 dyrektor zakładów chemicznych im. Frunzego w Moskwie, następnie do sierpnia 1961 zastępca dyrektora Instytutu Syntezy Petrochemicznej Akademii Nauk ZSRR, później na emeryturze. Od stycznia 1964 dyrektor Instytutu Naukowo-Badawczego Technologii Powłok Ministerstwa Chemii. Deputowany do Rady Najwyższej ZSRR 2 kadencji i Rady Najwyższej Rosyjskiej FSRR 1 kadencji. Pochowany na cmentarzu Nowodziewiczym.

## Odznaczenia
- Medal Sierp i Młot Bohatera Pracy Socjalistycznej (24 stycznia 1944[1])
- Order Lenina (dwukrotnie – 1939 i 1944)
- Order Czerwonego Sztandaru Pracy (dwukrotnie – 1942 i 1966)
- Medal „Za obronę Moskwy”
- Medal „Za obronę Kaukazu”
- Medal „Za ofiarną pracę w Wielkiej Wojnie Ojczyźnianej 1941–1945”
- Medal „W upamiętnieniu 800-lecia Moskwy”